# 彭祥
彭祥（1404年—？），字元吉，四川嘉定州峨眉縣人，民籍，明朝政治人物。

## 生平
五月二十一日生，行三，由縣學生中式四川鄉試第三十名舉人，年三十歲中式宣德八年（1433年）癸丑科會試第七十九名，第三甲第三十三名進士。

## 家族
曾祖彭恭可；祖彭仲清；父彭朝海；母張氏。慈侍下。兄壽、齡，弟祐。